# M.S. Ashdod
M. S. Ashdod (ivr.  מועדון ספורט אשדוד‎, Moadon Sport Ašdod) izraelski je nogometni klub iz grada Ašdoda. Ime im je neobično za izraelsku ligu ( nije ni Hapoel, ni Maccabi, ni Beitar ), i to jer je klub nastao spajanjem dva rivala - Hapoel Ašdod i Maccabi Ironi Ašdod. Poznat je kao siromašan grad za tamošnje prilike, ali s velikom navijačkom podrškom u gradu.
Glavni dres kluba sastoji se od okomitih crveno žutih pruga, a rezervni je plavi, s obzirom na to da je Hapoel Ašdod imao crvene, a Maccabi žuto plave dresove. Nastupaju na stadionu Ha'Yud-Alef Stadium.
Isprva, nakon spajanja, nisu imali velik broj navijača, i slabe rezultate. Najveći im je uspjeh 3. mjesto u prvenstvu sezone 2004./2005., kad su se uspjeli plasirati u Kup UEFA, no, tamo ih je odmah eliminirao slovenski Domžale.
Danas u Ašdodu nastupa bivši hrvatski mladi reprezentativac Karlo Bručić.